# Pete Souza

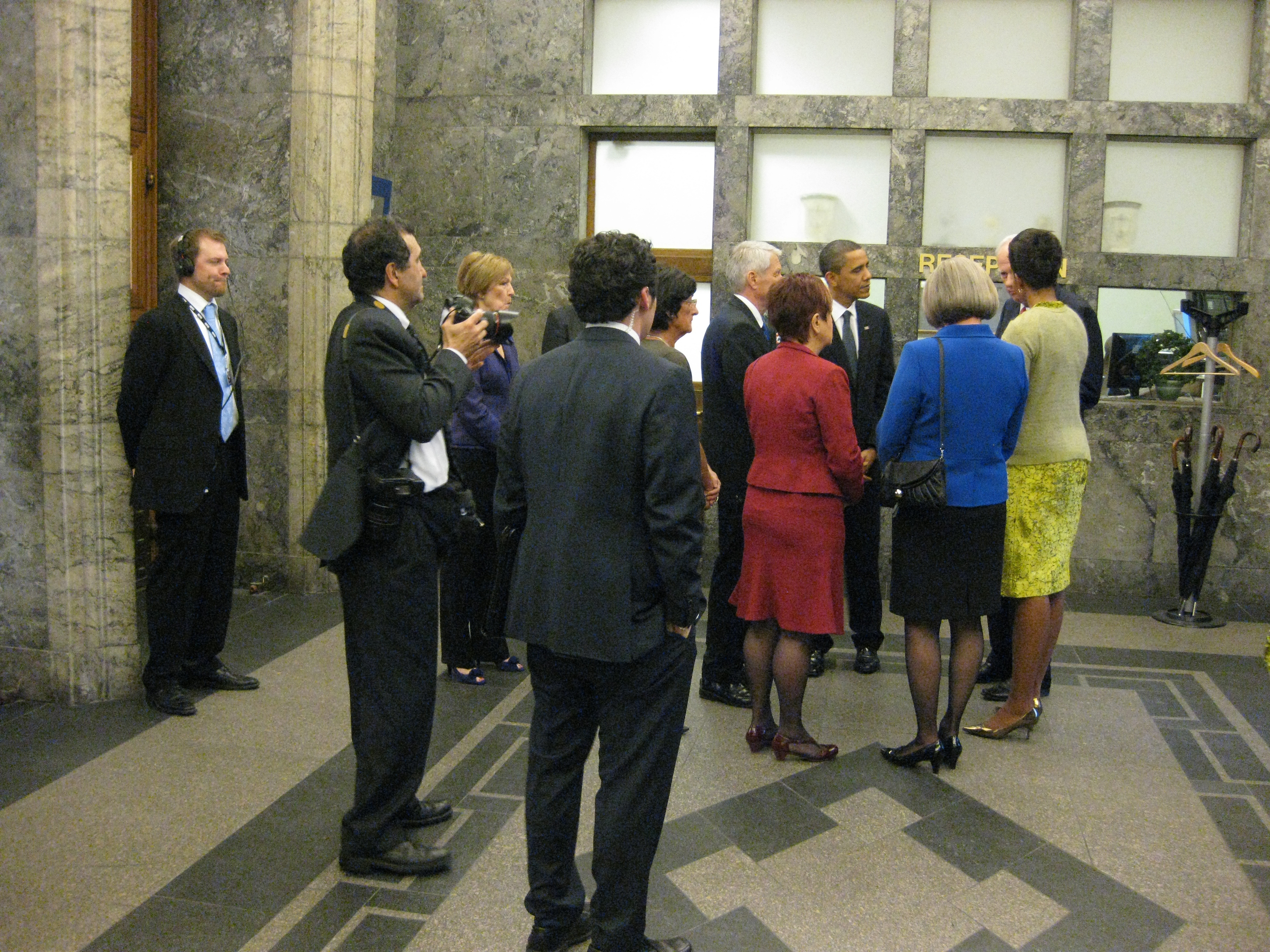
Souza met de Obama's in Noorwegen

Pete Souza (New Bedford, 1954) is een Amerikaans fotograaf. Hij was de officiële fotograaf van president Obama en directeur van het White House Photography Office. Voorheen was hij al eens fotograaf van president Reagan en voor de Chicago Tribune.

## Jeugd en opleiding
Souza werd in 1954 geboren in New Bedford (Massachusetts) en groeide op in een gezin van Portugese afkomst. Hij behaalde een bachelor in communicatie aan de Universiteit van Boston en een master in journalistiek en massacommunicatie aan de Kansas State University.

## Carrière
Souza startte zijn carrière bij de Chicago Tribune en The Hutchington News. In het begin van de jaren tachtig was hij in dienst van de Chicago Sun-Times, waarna hij van juni 1983 tot 1989 in dienst was bij Ronald Reagan. Hij was ook de officiële fotograaf op diens begrafenis.
Hierna bleef Souza gestationeerd in Washington D.C. en werkte van 1998 tot 2007 voor de Chicago Tribune. In 2004 vroeg Jeff Zeleny, een politiek analist van de New York Times, aan Souza om een reportage te maken over Obama's eerste jaar als senator.
Souza fotografeerde Obama's aankomst in de Senaat in 2005 en ontmoette hem op diens eerste werkdag daar. Hij fotografeerde Obama's tijd in de Senaat en volgde hem op buitenlandse bezoeken naar onder andere Kenia, Zuid-Afrika en Rusland. Gedurende deze tijd werd hij niet alleen close met Obama, hij bleef hem ook volgen op zijn weg naar het presidentschap, om in 2009 Obama's huisfotograaf te worden. In juli 2008 bracht Souza zijn fotoboek The Rise of Barack Obama uit, met foto's die hij tussen 2005 en 2008 had gemaakt.
Souza werkte als freelancer voor National Geographic en Life. Hij was als een van de eerste fotografen ter plaatse bij de na de aanslagen op 11 september 2001 gestarte oorlog in Afghanistan. Verder was hij universitair docent aan Ohio University.

## Huisfotograaf van Obama

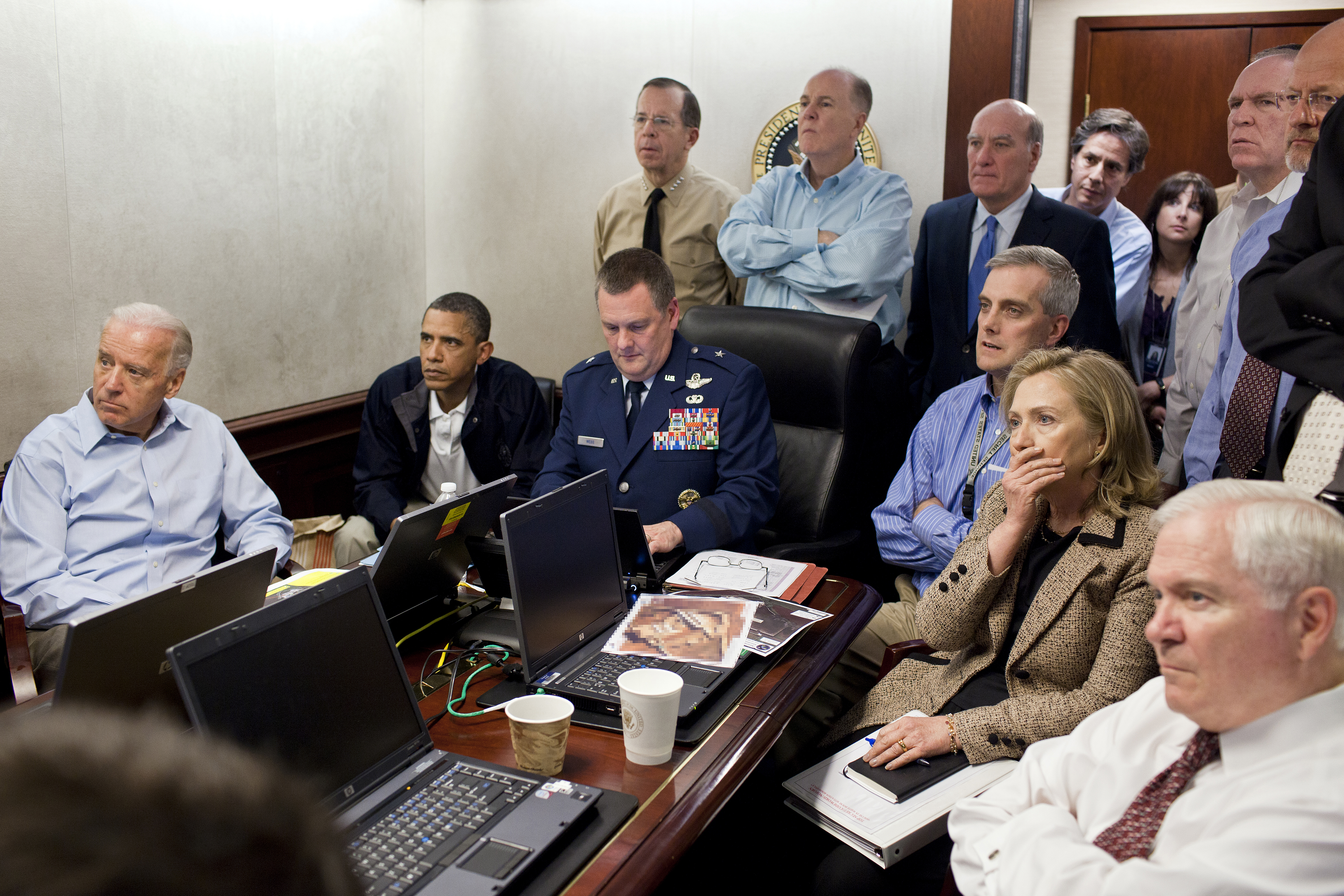
Deze foto in de Situation Room werd een van de best bekeken foto's op Flickr

Voor Obama werd geïnaugureerd als 44e president van de Verenigde Staten, werd Souza zijn nieuwe fotograaf. Het door hem gemaakte staatsieportret was het eerste staatsieportret van een Amerikaanse president dat was gemaakt met een digitale camera.
Na Obama's aantreden volgde Souza hem naar elke vergadering en ontmoeting. Samen met zijn team produceerde hij 20.000 foto's per week.
De door Souza gemaakte foto in de Situation Room tijdens de dood van Osama bin Laden werd een van de best bekeken foto's op Flickr.
Tijdens het presidentschap van Obama werd Souza enige tijd gevolgd en geïnterviewd door National Geographic Channel, waarna er een documentaire verscheen over zijn werk en dat van zijn voorgangers, The President's Photographer.
- Bibsys: 11065334
- Gemeinsame Normdatei: 1015599079
- International Standard Name Identifier: 0000 0000 3218 3009
- Library of Congress Control Number: n96088871
- Nationale Bibliotheek van Letland: 000260455
- National Archives and Records Administration: 118712371
- PIC: 293339
- RKD-Nederlands Instituut voor Kunstgeschiedenis: 430659
- SNAC: w61d2m5q
- Système universitaire de documentation: 249136848
- Museum of New Zealand Te Papa Tongarewa: 52909
- Virtual International Authority File: 176552294
- WorldCat: E39PBJymt3CQp6mgfcHrPdKWXd